# Mallada alcines
Mallada alcines is een insect uit de familie van de gaasvliegen (Chrysopidae), die tot de orde netvleugeligen (Neuroptera) behoort. 
Mallada alcines is voor het eerst wetenschappelijk beschreven door Banks in 1940.